# ECall

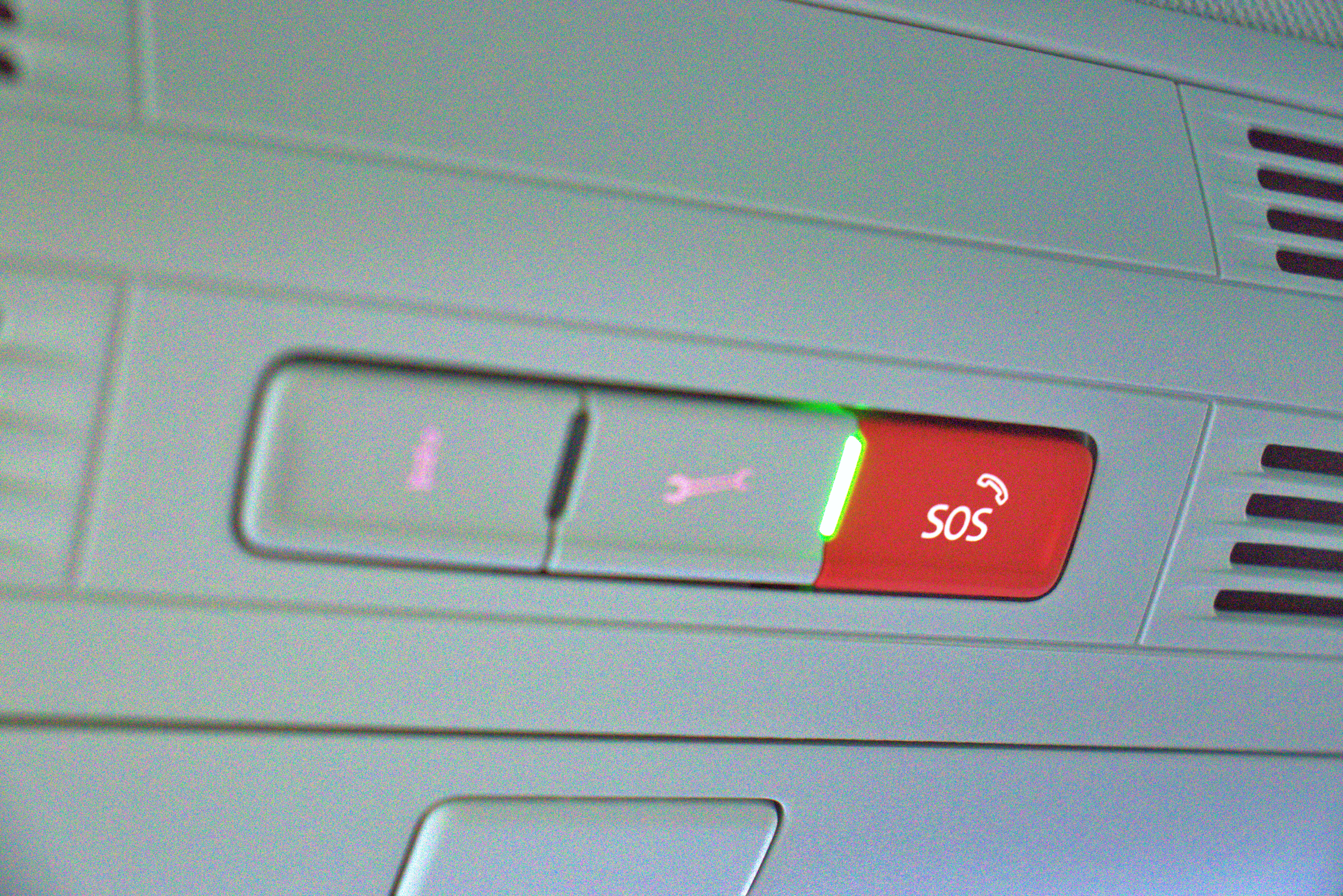
Sistema de trucada d'emergència a l'interior d'un vehicle.

eCall és un sistema de trucada d'emergència embarcat en el vehicle (IVS) capaç de connectar amb el punt d'atenció de trucades d'emergència (PSAP) més apropiat, en cas de detecció d'un potencial accident (de forma automàtica) o en cas d'activació manual pels ocupants del vehicle, a través de la xarxa de comunicació sense fils mòbil. Aquest sistema ha estat desenvolupat a iniciativa de la Comissió Europea i el seu objectiu és proporcionar ajuda ràpida als automobilistes implicats en un accident de trànsit en qualsevol part de la Unió Europea.
S'estima que eCall té el potencial de salvar 2.500 vides a l'any a Europa quan estigui introduït en tots els vehicles, així com reduir la gravetat de les seqüeles en els ferits per accidents de trànsit d'un 10 a un 15% dels casos. La Comissió aspirava a implementar-ho cap a 2009, tot i que va patir un cert retard, per la dificultat de posar d'acord al mateix temps a totes les parts implicades (fabricants d'automòbils, d'equips telemàtics, operadors de telefonia mòbil, proveïdors de serveis, protecció civil, centres 112 -també coneguts com a PSAP (de les seves sigles en anglès:Public Safety Answering Point)-, diferents ministeris dels Estats membres de la UE. L'abril de 2015 el Parlament Europeu va aprovar l'obligatorietat del sistema eCall en turismes nous a partir de l'1 d'abril de 2018.

## Funcionament
En cas d'accident, s'activa el sistema IVS i s'estableix la transacció eCall. La xarxa mòbil reconeix la trucada eCall com una trucada d'emergència TS12 (teleserveis 12, sent el 112 el número únic de la trucada d'emergència europeu). A part d'això, mitjançant un discriminador (eCall flag) és possible diferenciar les eCall d'altres trucades d'emergència, per enviar-les a una destinació dedicada a aquesta finalitat. En el cas d'iniciació d'una trucada eCall, el sistema IVS ha de desactivar qualsevol comunicació en curs fins que finalitzi la trucada eCall.
En establir la connexió, s'envia el conjunt mínim de dades -MSD- (de les sigles en anglès: minimum set of data) a l'operador del Centre 112 (PSAP), incloent-hi la posició (coordenades de GNSS-GPS i Galileo -en el futur-), direcció i sentit (a través de les últimes posicions) del vehicle, temps de l'accident, tipus de vehicle i fins i tot una estimació del nombre de passatgers (per exemple mirant el nombre de cinturons de seguretat cordats). El sistema intentarà establir una connexió d'àudio entre el vehicle i el PSAP que permeti determinar si cal mobilitzar els serveis d'emergència; amb base a la informació recollida, el PSAP prendrà la decisió més adequada en cada cas. A part de l'activació automàtica per la detecció d'un possible accident, els ocupants del vehicle poden activar la trucada eCall manualment.

## Estandardització
L'Institut Europeu de Normes de Telecomunicacions considerà varias tecnologías (UUSD, USD, SMS, DTMF, "in-band modem" (mòdem en banda) i al final, a proposta dels operadors de telefonia mòbil, amb l'acord de la resta de les parts interessades, ha proposà un protocol de comunicació basat en in-band modem, sent la tecnologia proposada per Qualcomm la finalment aprovada. Aquest estàndard és obert, i Qualcomm s'ha compromès a no fer pagar per la utilització la seva llicència en el sistema eCall. D'altra banda el Comitè Europeu de Normalització (CEN) ha definit, a través del Comitè CEN/TC 278, l'estructura del conjunt mínim de dades -MSD- en la Norma EN 15722, així com els requisits operacionals comuns per als sistemes eCall. La Norma EN 16062 conté requisits per als PSAP i la Norma EN 16072 estableix els requisits de funcionament del sistema eCall, incloent els serveis subministrats per tercers (TPS-eCall).

## Futur
Un cop al desplegament actiu, s'espera que es desenvolupin altres serveis telemàtics basats en les funcionalitats de posicionament, capacitat de processament i comunicació introduïdes per la plataforma eCall, privats i públics, com ara suggeriments de ruta i informació de trànsit, telepeatge, seguiment de mercaderies perilloses, esquemes avançats d'assegurances, etc. També s'estan fent proves per a utilitzar eCall en motos.